# Len Bias
Leonard Kevin Bias (* 18. November 1963 in Landover, Maryland; † 19. Juni 1986 in College Park, Maryland) war ein US-amerikanischer Basketballspieler. Er galt als sehr talentierter Spieler und besuchte die University of Maryland, wo er als All-American und ACC Spieler des Jahres ausgezeichnet wurde und Vergleiche mit Michael Jordan auf sich zog.
Bias wurde im NBA Draft 1986 an zweiter Stelle vom damaligen NBA-Meister Boston Celtics ausgewählt. Diese hatten vor dem Draft Gerald Henderson an die Seattle SuperSonics abgegeben, um Bias im Draft auswählen zu können. Knapp zwei Tage später starb Bias an einer Überdosis Kokain.